# Dicranota argentea
Dicranota argentea är en tvåvingeart som beskrevs av Doane 1900. Dicranota argentea ingår i släktet Dicranota och familjen hårögonharkrankar. Inga underarter finns listade i Catalogue of Life.